# Pásová struktura

Rozdíl v energetické pásové struktuře kovů, polovodičů a izolátorů. Červeně valenční pás (valence band), bíle zakázaný pás (band gap) a modře vodivostní pás (conduction band). Šedě překrytí (overlap) pásů u kovů.

Pásová struktura (také elektronová pásová struktura, anglicky electronic band structure) odpovídá přípustným energetickým stavům všech elektronů v kondenzovaných (pevných) krystalických látkách. Pásy vytvářející pásovou strukturu se dělí na valenční (valence band), zakázaný (band gap) a vodivostní pás (conduction band).
Elektrony ve valenčním pásu se podílejí na vazbě atomu s jinými atomy. Elektrony ve vodivostním pásu jsou z vazeb uvolněné a mohou se jím volně pohybovat. Mají větší energii než elektrony v pásu valenčním, neboť je zvětšená o práci, kterou je nutné elektronům dodat na rozbití vazby a překonání zakázaného pásu.
S pásovou strukturou úzce souvisí elektrická vodivost a elektrický proud v pevných látkách. Podle příslušnosti dané energetické hladiny do určitého pásu a podle zaplnění pásu lze snadněji definovat vodiče (kovy), polovodiče a nevodiče (izolanty).
Teorií pásové struktury a zkoumáním povolených a zakázané pásů se zabývá kvantová fyzika na základě kvantově mechanických vlnových funkcí pro elektron. Pásová teorie byla úspěšně použita k vysvětlení mnoha fyzikálních vlastností pevných látek, jako je například elektrický odpor a absorpce záření. Tvoří také základ pro pochopení všech polovodičových zařízení (tranzistory nebo fotovoltaické články).

## Vznik pásové struktury

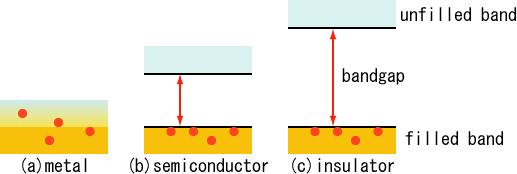
Elektrony kovů (metal), polovodičů (semiconductor) a izolantů (insulator) zaplňující energetické pásy (filled band). Je vidět rozdíl mezi velikostí zakázaného pásu (bandgap), který u kovů prakticky není a u izolantů je naopak velký.

- Elektrony kovů (metal), polovodičů (semiconductor) a izolantů (insulator) zaplňující energetické pásy (filled band). Je vidět rozdíl mezi velikostí zakázaného pásu (bandgap), který u kovů prakticky není a u izolantů je naopak velký.V případě jednotlivých atomů se jejich elektrony pohybují po určitých energetických hladinách daných řešením Schrödingerovy rovnice.
- Při seskupení atomů v pevné látce spolu začínají interagovat elektrony z různých atomů. Tato interakce vede k hybridizaci atomových orbitalů a rozštěpení původních energetických hladin.
- Atomy se seskupují do pravidelných tvarů a vytvářejí krystalovou mřížku, která je tvořená kladnými jádry a zápornými elektrony. Elektrony jsou zde již velmi delokalizované, pohybují se v pásu povolených hladin energií a nelze určit, ke kterému konkrétnímu atomu patří.
- Elektrony zaplňují povolené hladiny od energeticky nejnižších (nejvýhodnějších) k vyšším (méně výhodným) a postupně vytváření elektronovou pásovou strukturu dané látky.
- Pásy vytvářející pásovou strukturu pevné látky se dělí na valenční (valence band), zakázaný (band gap) a vodivostní pás (conduction band). Podle příslušnosti dané energetické hladiny do určitého pásu a podle zaplnění pásu lze snadněji definovat vodiče (kovy), polovodiče a nevodiče (izolanty).
- Valenční pás je poslední elektronový pás obsazený elektrony v základním stavu a tvoří jej valenční elektrony z jednotlivých atomů krystalu. Valenční pás nevede elektrický proud, je nevodivý.
- Vodivostní pás obsahuje excitované elektrony, které do něj přešly z valenčního pásu dodáním tepelné, světelné nebo elektrické energie. Vodivostní pás vede elektrický proud, látka se stává vodivou.
- Zakázaný pás je mezera mezi valenčním a vodivostním pásem a neobsahuje žádné elektrony. Zakázaný pás musejí elektrony překonat, aby se uvolnily z vazby při přechodech mezi povolenými pásy.
- Vytváření pásové struktury již nelze exaktně popsat Schrödingerovou rovnicí kvůli velkému počtu započítávaných elektronů. Používají se tedy modely, z nichž nejznámější jsou Model těsné vazby, Kronig-Penneyův model, řešení pomocí Greenovy funkce, Teorie funkcionálů hustoty (Density Functional Theory - DFT ) a další.

## Překonání zakázaného pásu

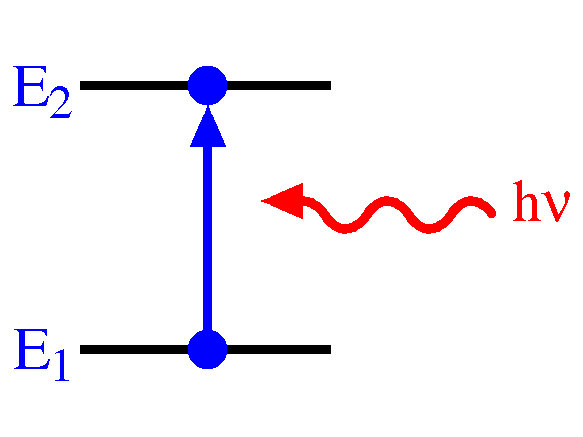
Absorpce záření a přechod elektronu na vyšší energetickou hladinu.

K překonání zakázaného pásu potřebuje elektron energii, která mu umožní přeskočit z valenčního do vodivostního pásu. Elektron tedy musí být excitován některou z těchto možnosti:
- Tepelná excitace - při vyšší teplotě může elektron získat energii, která stačí na překonání energie vazebné, tedy na překonání zakázaného pásu.
- Světelná excitace - elektron může získat energii dopadem elektromagnetického záření (světla). Energie viditelného světla se pohybuje v rozmezí srovnatelném se šířkou zakázaného pásu.
- Excitace elektrickým polem - při pokojových teplotách nelze tento způsob použít, neboť by bylo nutné elektrické pole s vysokou elektrickou intenzitou, která by daný materiál zničila.

## Pásy a vodivost látky
- Podle příslušnosti dané energetické hladiny do určitého pásu a podle zaplnění pásu jsou definovány vodiče (kovy), polovodiče a nevodiče (izolanty).
- Vodiče mají valenční a vodivostní pás tak blízko sebe, že se dotýkají nebo dokonce překrývají. To znamená, že elektrony mohou přecházet z jednoho pásu do druhého s minimální vynaloženou energií.
- U polovodičů se objevuje zakázaný pás, takže je třeba dodat zvnějšku energii tepelnou, světelnou nebo elektrickou, tak aby elektrony překonaly zakázaný pás, dostaly se do vodivostního pásu a látka pak mohla vést elektrický proud. Energie nutná k překonání zakázaného pásu je u polovodičů nižší než 3 eV. U polovodičů se zakázaný pás dále rozděluje na přímý a nepřímý (například u křemíku).
- Izolanty mají od sebe valenční a vodivostní pásy tak vzdálené, že téměř není možné zakázaný pás překonat nebo je zapotřebí velké množství energie (viz vodivost dielektrik). Energie nutná k překonání zakázaného pásu je u izolantů je vyšší než 3 eV.